# Crotalaria valetonii
Crotalaria valetonii är en ärtväxtart som beskrevs av Cornelis Andries Backer. Crotalaria valetonii ingår i släktet sunnhampor, och familjen ärtväxter. Inga underarter finns listade i Catalogue of Life.